# Göchhausen (Adelsgeschlecht)

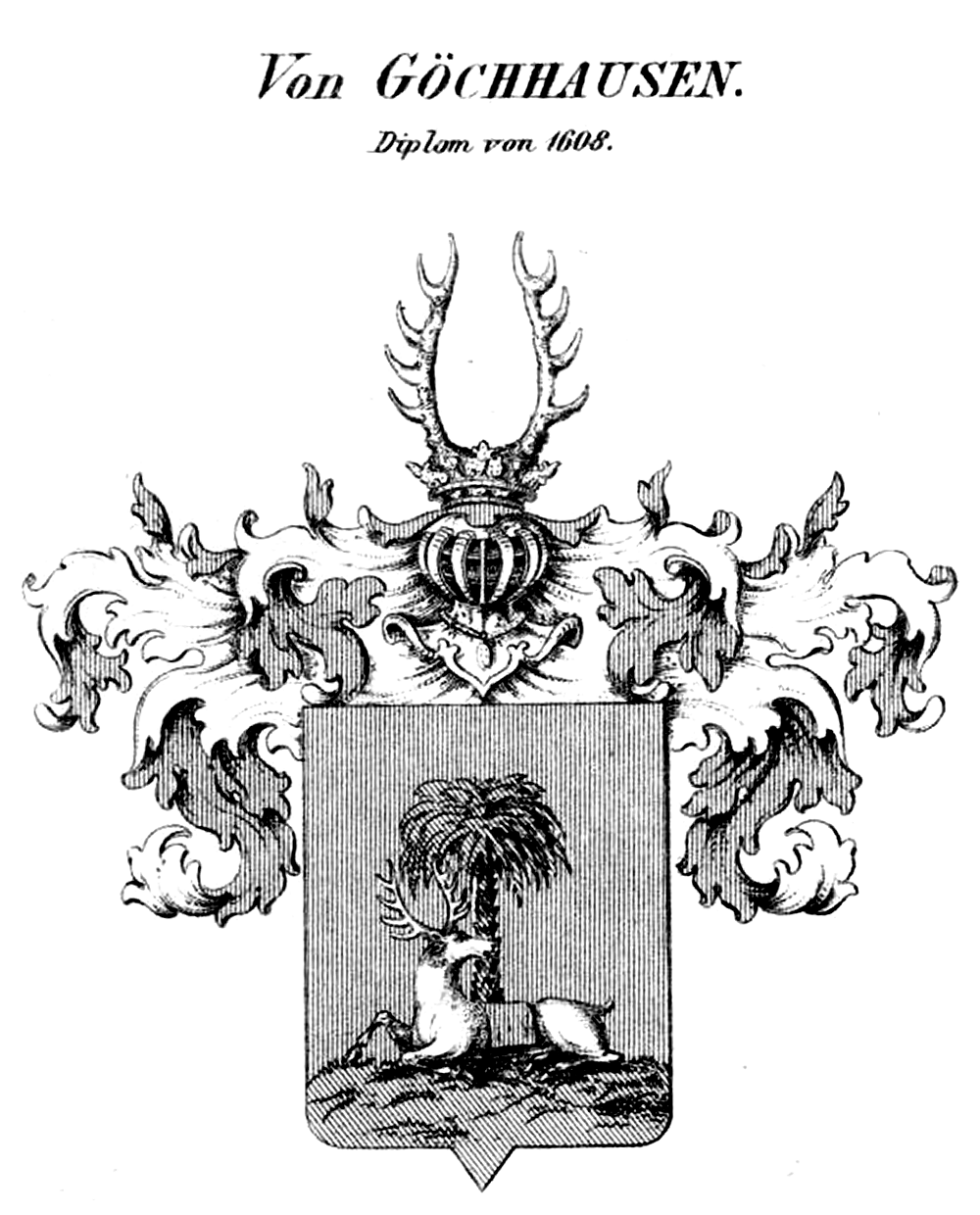
Wappen derer von Göchhausen

Göchhausen ist der Name ein sächsisches Briefadelsgeschlecht.

## Geschichte
Die Stammreihe beginnt mit Johann Gekuß (* 1488, † 1538), „Magister artium et Baccalaureus jur. utr.“, Herzoglich sachsen-lauenburgischer Kanzler, dessen Söhne Johann und Wilhelm Goeckhussen zwei Linien stiften.
- Ältere Linie: Seit dem 17. Jahrhundert als „von Göchhausen“ auftretend, ohne Diplomerteilung zum sächsisch-thüringischen Adel gerechnet. Königlich sächsische Namensvereinigung als „von Göchhausen-Reichard“, Dresden 10. Dezember 1863 (für Bruno von Göchhausen).
- Jüngere Linie: Reichsadelsstand Wien 1608 (für Samuel Goechhausen, Dr. phil., Professor und Herzoglich sachsen-weimarer Geheimrat, Kanzler und Ober-Konsistorialpräsident).[1]

## Wappen

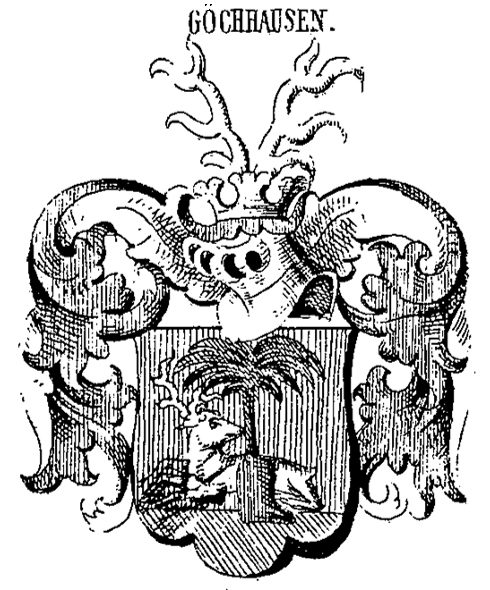
Wappen derer von Göchhausen in Siebmachers Wappenbuch

Blasonierung: In Rot auf grünem Hügel ein grüner Palmenbaum, davor liegend ein widersehender silberner Hirsch, mit einer roten Decke überhängt. Auf dem gekrönten Helm mit rot-silbernen Helmdecken ein silbernes Hirschgeweih.

## Persönlichkeiten
- Hermann Friedrich von Göchhausen (1663–1733), fürstlich-sächsischer Oberlandjägermeister und Landrat zu Weimar
- Ernst August Anton von Göchhausen (1740–1824), deutscher Schriftsteller
- Luise von Göchhausen (1752–1807), deutsche Hofdame